# Soundtrack to the Apocalypse
A Soundtrack to the Apocalypse a Slayer nevű zenekar 2003-ban kiadott 4, illetve 5 lemezes gyűjteményes válogatása. Mivel csak a Reign In Blood-tól kezdve vannak az American Recordings szerződésében, az első két lemez, valamint a Haunting the Chapel EP dalai csupán koncertverzióban kerülhettek fel a válogatásra. Az első két CD a Reign in Blood, és a God Hates Us All közti éra legjobb számait, illetve a Diabolus in Musica, és a GHUA lemezek csak Japánban kiadott bónuszszámait tartalmazza. A 3. CD a beszédes „Shit You've Never Heard” címet viseli, ez eleddig a nagyközönség számára ismeretlen felvételeket tartalmaz, például a lemezen meg nem jelent Ice Titan nevű korai számukat, vagy a Raining Blood, és South of Heaven klasszikusok embrionális verzióit. A DVD-n az együttes különböző videófelvételei láthatók, kezdve korai, 1983-as anyagokkal, a zenekar egész pályájából szemezgetve. A deluxe kiadáshoz járó CD-n Dave Lombardo dobos 2002-es, a kaliforniai Anaheimben játszott visszatérő koncertje hallható.

## Dalok

### CD #1
1. Angel of Death – 4:50
2. Criminally Insane (Remix) – 3:07
3. Postmortem – 3:27
4. Raining Blood – 4:12
5. Aggressive Perfector – 2:28
6. South Of Heaven – 4:45
7. Live Undead – 3:50
8. Silent Scream – 3:05
9. Mandatory Suicide – 4:04
10. Spill The Blood – 4:49
11. War Ensemble – 4:51
12. Dead Skin Mask – 5:16
13. Hallowed Point – 3:24
14. Born Of Fire – 3:07
15. Seasons In The Abyss – 6:26
16. Hell Awaits (Live) – 6:49
17. The Antichrist (Live) – 3:11
18. Chemical Warfare (Live) – 5:25

### CD #2
1. Sex, Murder, Art. – 1:50
2. Dittohead – 2:30
3. Divine Intervention – 5:32
4. Serenity In Murder – 2:36
5. 213 – 4:51
6. Can't Stand You – 1:27
7. DDAMM – 1:01
8. Gemini – 4:51
9. Bitter Peace – 4:31
10. Death's Head – 3:29
11. Stain Of Mind – 3:24
12. Disciple – 3:35
13. God Send Death – 3:45
14. New Faith – 3:05
15. In-A-Gadda-Da-Vida (Iron Butterfly) – 3:16
16. Disorder w/Ice-T – 4:56
17. Memories Of Tomorrow (Suicidal Tendencies) – 0:53
18. Human Disease – 4:20
19. Unguarded Instinct – 3:44
20. Wicked – 6:03
21. Addict – 3:41
22. Scarstruck – 3:31

### CD #3: Shit You've Never Heard
1. Ice Titan (Live) – 4:18
2. The Antichrist (Rehearsal) – 2:53
3. Fight Till Death (Rehearsal) – 3:30
4. Necrophiliac (Live) – 5:00
5. Piece By Piece (Rough Mix) – 2:13
6. Raining Blood (Live) – 3:09
7. Angel Of Death (Live) – 4:58
8. Raining Blood (Jeff Hanneman Home Recording) – 2:00
9. South Of Heaven (Jeff Hanneman Home Recording) – 3:29
10. Seasons In The Abyss (Live) – 6:43
11. Mandatory Suicide (Live) – 3:59
12. Mind Control (Live) – 3:05
13. No Remorse (I Wanna Die) w/Atari Teenage Riot – 4:15
14. Dittohead (Live) – 3:03
15. Sex, Murder, Art. (Live) – 2:22
16. Bloodline (Live) – 4:02
17. Payback (Live) – 6:39

### DVD#4: Shit You've Never Seen
1. Die By The Sword (Live)
2. Aggressive Perfector (Live)
3. Praise Of Death (Live)
4. Haunting The Chapel (Live)
5. Necrophobic (Live)
6. Reborn (Live)
7. Jesus Saves (Live)
8. War Ensemble (Live)
9. South Of Heaven (Live)
10. Dead Skin Mask (Live)
11. Gemini (Live)
12. Kerrang! Magazine Awards '96: Heaviest Band Award
13. EBK for Diabolus in Musica
14. Stain Of Mind
15. Bloodline (Live)
16. Disciple (Live)
17. God Send Death (Live)

### CD #5: Live at The Grove in Anaheim,California,May 2,2002(Bloodpack, Deluxe Edition)
1. Darkness Of Christ – 1:48
2. Disciple (Live) – 4:30
3. War Ensemble (Live) – 5:40
4. Stain Of Mind (Live) – 3:59
5. Postmortem (Live) – 4:20
6. Raining Blood (Live) – 3:25
7. Hell Awaits (Live) – 7:14
8. At Dawn They Sleep (Live) – 7:44
9. Dead Skin Mask (Live) – 6:32
10. Seasons In The Abyss (Live) – 4:32
11. Mandatory Suicide (Live) – 5:13
12. Chemical Warfare (Live) – 7:00
13. South Of Heaven (Live) – 4:32
14. Angel Of Death (Live) – 6:18

## Közreműködők
- Tom Araya – basszusgitár, ének
- Jeff Hanneman – gitár
- Kerry King – gitár
- Dave Lombardo – dob
- Paul Bostaph – dob
- John Dette – dob